# 領事報告
領事報告（りょうじほうこく）とは、国外に赴任した領事が現地の情勢、特に経済・通商情勢について本国政府に送った報告・情報の類を指す。
領事が管轄する区域内（特に主要都市や貿易港）における輸出入品の価格・数量・関税についての情報や船舶などの出入、港湾・関税・農商工諸産業における法制・規則の情報など、本国における貿易実務に必要な情報を組織的に収集して本国政府に送付した。政治・軍事情勢などが送られる場合もあるが付随的なものであり、本来は経済・通商関係のための情報収集・報告のためのものであった。
ヨーロッパでは外交官が他国に派遣されるようになった中世に源流が認められるが、本格的な領事報告の出現は、交通・通信システムが飛躍的に発展し、更に自由貿易・帝国主義によって列強間の貿易市場・植民地獲得競争が激化した19世紀である。領事が現地で集める情報は、現地市場への参入・シェアの拡大を図る本国の企業の死命を制することにもなりかねない重要情報であり、速く正確な領事報告を本国に送付できるかは領事の手腕にかかっていた。
日本でも明治維新以後領事報告制度を導入し、国外の市場情報を外務省・農商務省を経由して各府県や業界団体などに伝達する役目を担っていた。なお、欧米諸国以外で領事報告制度を有していたのは日本のみであったと言われている。